# 古达苗族彝族乡
古达苗族彝族乡是中华人民共和国贵州省毕节市赫章县下辖的一个民族乡。

## 行政区划
古达苗族彝族乡下辖以下村级行政区划单位：
永乐村、新街村、中田村、中坝村、古达村、中营村、海营村、新营村、中心村、大地村、水迎村、田坝村、发科村、官房村、三爱村、丰产村、高峰村、民进村、联营村、石营村、发河村、中山村、新田村、和平村和观音村。